# Conus duffyi
Espèce
Statut de conservation UICN

 VU D2 : Vulnérable
Conus duffyi est une espèce de mollusques gastéropodes marins de la famille des Conidae.
Comme toutes les espèces du genre Conus, ces escargots sont prédateurs et venimeux. Ils sont capables de « piquer » les humains et doivent donc être manipulés avec précaution, voire pas du tout.

## Distribution
Cette espèce est présente dans la mer des Caraïbes et au large des Antilles.

### Niveau de risque d’extinction de l’espèce
Selon l'analyse de l'UICN réalisée en 2011 pour la définition du niveau de risque d'extinction, cette espèce est très restreinte dans son aire de répartition, elle se trouve dans un archipel d environ 600 km2 et vit dans des eaux peu profondes. Elle est potentiellement menacée par le développement commercial de l'hôtellerie et du tourisme et par la pêche, également pratiquée par les plongeurs. Le gouvernement du Venezuela prévoit un développement massif de l'atoll qui pourrait avoir un impact négatif sur la population. Cette espèce est inscrite comme Vulnérable sous le critère D2.

## Taxonomie

### Publication originale
L'espèce Conus duffyi a été décrite pour la première fois en 1992 par le malacologiste américain Edward James Petuch (d) dans la publication intitulée « La Conchiglia »,.

### Synonymes
- Conus (Stephanoconus) duffyi Petuch, 1992 · appellation alternative
- Protoconus duffyi (Petuch, 1992) · non accepté
- Tenorioconus duffyi (Petuch, 1992) · non accepté

## Identifiants taxonomiques
Chaque taxon catalogué par les bases de données biologiques et taxonomiques possède un identifiant qui permet d'établir un point de référence. Les identifiants de Conus duffyi dans les principales bases sont les suivants :
CoL : XXB9 - GBIF : 6511324 - iNaturalist : 431945 - IRMNG : 11832781 - TAXREF : 150745 - UICN : 192388 - WoRMS : 426482